# Mijo Udovčić
Mijo Udovčić (ur. 11 września 1920 w Starej Jošavie, zm. 8 kwietnia 1984 w Zagrzebiu) – chorwacki szachista, arcymistrz od 1962 roku.

## Kariera szachowa
W czasie swojej kariery czternaście razy uczestniczył w finałach indywidualnych mistrzostw Jugosławii, największy sukces odnosząc w 1963 r. w Zenicy, gdzie wspólnie z Borislavem Ivkovem podzielił I-II m.. Dwa lata wcześniej, w 1961 r., zajął w finałowym turnieju II-III m. (za Petarem Trifunoviciem, wspólnie ze Stojanem Pucem), a w 1952 r. – III-V (za Petarem Trifunoviciem i Andriją Fudererem, wspólnie z Svetozarem Gligoriciem i Borislavem Miliciem). W 1964 r. zdobył srebrny medal podczas olimpiady w Tel Awiwie (na V szachownicy zdobył 5 pkt w 7 partiach), oprócz tego dwukrotnie (1961, 1965) wystąpił w narodowym zespole w drużynowych mistrzostwach Europy, w obu również przypadkach zdobywając srebrne medale.
Do jego sukcesów na arenie międzynarodowej należały m.in.:
- III m. w Lublanie (1955, za Nikoła Karaklajiciem i Borislavem Miliciem),
- dz. II m. w Dortmundzie (1961, za Markiem Tajmanowem, wspólnie z Wasilijem Smysłowem),
- dz. II m. w Berlinie Wschodnim (1962, za Jewgienijem Wasiukowem, wspólnie z Leonidem Steinem),
- dz. IV m. w Amsterdamie (1963, turniej IBM, za Lajosem Portischem, Mosze Czerniakiem i Janem Heinem Donnerem, wspólnie z Borislavem Miliciem i Bruno Parmą),
- dz. II m. w Zagrzebiu (1969, za Mato Damjanoviciem, wspólnie z Vlastimilem Hortem).

W 1970 r. zakończył starty w szachowych turniejach. Według systemu rankingowego Chessmetrics najwyższą punktację uzyskał w styczniu 1953 r., z wynikiem 2618 pkt zajmował wówczas 39. miejsce na świecie.